# Les Ventes
Ventes – miejscowość i gmina we Francji, w regionie Normandia, w departamencie Eure.
Według danych na rok 1990 gminę zamieszkiwało 1 035 osób, a gęstość zaludnienia wynosiła 50 osób/km² (wśród 1421 gmin Górnej Normandii Ventes plasuje się na 223. miejscu pod względem liczby ludności, natomiast pod względem powierzchni na miejscu 48.).